# Wladimer Chinczegaszwili
Wladimer Chinczegaszwili (gruz. ვლადიმერ ხინჩეგაშვილი; ur. 18 kwietnia 1991 w Gori) – gruziński zapaśnik startujący w stylu wolnym, złoty i srebrny medalista olimpijski.
Największym jego sukcesem jest złoty medal na igrzyskach olimpijskich w Rio de Janeiro 2016 w kategorii 57 kg, a także srebrny medal Londynie 2012 w wadze 55 kg, gdzie w finale przegrał z Rosjaninem Dżamałem Otarsułtanowem.
Złoty medalista mistrzostw świata w 2015; srebrny w 2014 i brązowy w 2017, a siódmy w 2011. Sześciokrotnie na podium mistrzostw Europy, złoty medal w 2014, 2016 i 2017 roku. Wicemistrz igrzysk europejskich w 2019. Trzeci w Pucharze Świata w 2016. Mistrz świata juniorów w 2011 i Europy w 2008 i 2011 roku.